# .fun
.fun là một tên miền cấp cao nhất dùng chung (gTLD) của hệ thống phân giải tên miền được sử dụng trên Internet. Tên miền bắt nguồn từ một từ tiếng Anh fun.

## Lịch sử
Tên miền .fun được đăng ký vào tháng 12 năm 2016. Miền này hiện thuộc sở hữu của Radix, một công ty sở hữu một số miền cấp cao chung khác.  Theo Radix, nhóm mục tiêu của tên miền cấp cao nhất là dành cho cá nhân hoặc tổ chức muốn đối tượng được giải trí. 